# Lothar Didjurgis
Lothar Didjurgis (* 3. Dezember 1936 in Köln; † 17. Juni 2018 in Bergisch Gladbach) war ein deutscher Schauspieler.

## Leben
Lothar Didjurgis wuchs in Köln auf und absolvierte dort nach seinem Schulabschluss in den 1950er-Jahren an einer Schauspielschule eine dreijährige professionelle Schauspielausbildung.
Er war im Laufe seiner Karriere vor allem als Bühnendarsteller an verschiedenen Theaterhäusern wie dem Schlosstheater Neuwied, dem Theater Heilbronn oder dem Kleinen Theater in Bad Godesberg tätig und wirkte unter anderem in Theaterstücken wie Nathan der Weise oder Ein treuer Diener seines Herrn mit. Daneben war er auch als Synchronsprecher und als Hörspielsprecher tätig. Er lieh seine Stimme dabei später auch Computerspielen. Als Schauspieler vor der Kamera wirkte Didjurgis auch in einigen Fernsehserien mit, wie beispielsweise im Jahr 1995 als Werner Weigel in der Daily-Soap Unter uns an der Seite von Holger Franke und Christiane Maybach.
Didjurgis war verheiratet, hatte zwei Söhne und lebte zuletzt in Bergisch Gladbach. Er starb im Juni 2018 im Alter von 81 Jahren.

## Filmografie
- 1988: Lindenstraße (Fernsehserie, 1 Folge)
- 1995: Unter uns (Fernsehserie, 45 Folgen)
- 1996: Jede Menge Leben (Fernsehserie, 1 Folge)
- 1999: Verbotene Liebe (Fernsehserie, 2 Folgen)